# Partido Demócrata Cristiano (Perú)
El partido Democracia Cristiana (DC) fue una organización política socialcristiana, fundada en 1956 por Héctor Cornejo Chávez. Su propuesta se basaba en los principios de la Doctrina Social de la Iglesia, buscando una vía intermedia entre el marxismo y el liberalismo económico. Tuvo una presencia importante en la política peruana durante las décadas de 1960 y 1970, especialmente con figuras como Luis Bedoya Reyes, quien luego se separó para fundar el Partido Popular Cristiano. Con el tiempo, el partido perdió influencia y fue cancelado oficialmente en 2011 por el Jurado Nacional de Elecciones. En 2012 se inició un intento de refundación con el mismo nombre y una nueva versión de su símbolo original. Sin embargo, no prosperó. Un sector de la DC se encuentra actualmente en proceso de formación de cuadros, a través del Instituto de Estudios Social Cristianos Héctor Cornejo Chávez.

## Historia

### Antecedentes
Los precedentes de esta agrupación se encuentran el grupo estudiantil social-cristiano universitario que discutía textos de Jaques Maritain y Eduardo Frei. Entre sus principales animadores estaban Jorge Bolaños, Jorge Cornejo Polar, Álvaro Belaúnde, Gustavo Quintanilla, Luis Rey de Castro, Roger Cáceres Velásquez y Enrique Chirinos Soto. Luego conforman el Movimiento de Renovación Universitaria (MUR) siendo elegido presidente de la Federación de Estudiantes de la Universidad Nacional de San Agustín, primero Roger Cáceres Velásquez y luego Jorge Bolaños, desplazado a apristas y comunistas, de la casa de estudios arequipeña.
Al igual que en Arequipa, pero un mes después, se formó el mismo movimiento (MUR) en Lima, conformado principalmente por: Honorio Delgado, Mario Alzamora Valdez, Enrique García Sayán, Ernesto Alayza Grundy; los integrantes del movimiento en Lima eran principalmente asociados y partidarios del derrocado presidente de ese entonces, José Luis Bustamante y Rivero. Ambos movimientos, pero en especial, el movimiento demócrata cristiano en Lima, tenía más fuerza doctrinal representada en sus declaraciones, por ejemplo, en la Declaración de octubre de 1955 “(...) que la doctrina social cristiana comience a ser en el Perú efectivamente un instrumento de redención del pueblo, instrumento que éste considere suyo y lo aplique eficazmente."
En enero de 1956 se congregaron ambos movimientos en Lima, pero previo a este momento, el movimiento de Arequipa, lanzó una coalición que se enfrentaba al Partido Restaurador de Odría, el día en el que la Coalición Nacional lanzaba un evento en Arequipa fueron reprimidos por el Estado que ocasionó gran sublevación por parte de sectores obreros y sindicatos en son de protesta de tal acto.
En la congregación de los movimientos demócratas cristiano del Perú, se fundó la DC, en la que se fusionaron ambos movimientos. Específicamente, el 17 de enero de 1956 fundado sobre todo por un grupo de jóvenes políticos como Héctor Cornejo Chávez, Juan Chávez Molina, Ernesto Alayza Grundy, Luis Bedoya Reyes, Mario Polar Ugarteche, Javier de Belaúnde Ruiz de Somocurcio, Roberto Ramírez del Villar y Jaime Rey de Castro. Mario Polar (Integrante del movimiento en Arequipa) fue elegido presidente del nuevo partido y Luis Bedoya Reyes (Integrante del movimiento en Lima) fue elegido secretario general.
Los postulados de la Democracia Cristiana mantenían que el partido es una organización permanente con el propósito de luchar por la instauración de un orden social democrático y cristiano, y combatir así por una existencia justa para el hombre, con fe en libertad y en las instituciones representativas y apoyada en una seguridad económica sin exclusiones, por último, en la declaración mantenía que estaba en contra del individualismo, capitalismo, totalitarismo y el marxismo.

### Primeras Elecciones
En 1962, la DC se lanzó a las elecciones presidenciales, en el que Héctor Cornejo Chávez se lanzaba al puesto de Presidente de la República. Cornejo daba buenos discursos que facilitaba acercarse a la clase media, en su contra, no era carismático, doctrinario. Muy aparte de esos factores, el partido tenía escasa organización en Lima, Arequipa y en otras grandes ciudades, y durante la campaña no hicieron gran esfuerzo en poder reforzar sus debilidades. En lugar de eso, 3 grandes partidos con tres líderes “caudillos” tenían los primeros puestos, estos eran, el APRA, Acción Popular y UNO (Partido de Manuel Odría).
El 10 de junio del mismo año, se realizaron las elecciones en el que el representante del Partido Aprista Peruano (Víctor Raúl Haya de la Torre) ganó con 32.97%. Le seguía Fernando Belaúnde Terry (Acción Popular ) con 32.21% y Manuel Odría (Unión Nacional Odriísta) con 28.43%. En contraste, la DC solo obtuvo 2.89% de los votos. Debido a que ninguno de los partidos tenía más del tercio de los votos, se le asignó la tarea al Congreso de tomar la decisión de elegir al nuevo presidente. Durante el debate, se decidió que la elección de Víctor Raúl Haya de La Torre era inaceptable y se procedió a anular las elecciones, las cuales se retomarían en 1963.
La DC, al ser un partido minoritario, el presidente del partido de ese entonces, Javier Correa Elías, tomó la decisión de realizar una alianza con el partido Acción Popular, por sus similitudes en las bases de apoyo y en la orientación de políticas. En esta alianza, Mario Polar Ugarteche (integrante de la DC) fue nominado segundo vicepresidente. Además, el partido minoritario obtuvo un número desproporcionado de escaños en la lista congresal. En 1963, la alianza AP-DC se lanzó a la presidencia y ganaron las elecciones, pero no ganaron mayoría en el Congreso. Esto, a largo plazo afectó al gobierno de Fernando Belaúnde Terry.
Medio año después, el candidato de la alianza, Luis Bedoya Reyes, fue elegido alcalde de Lima. Bedoya fue un gran político y un abogado prominente que provino de la clase media baja. Sus gestiones (fue reelegido como alcalde de Lima en 1966) como alcalde fueron consideradas exitosas, ya que realizó la construcción del circuito de playas “Costa Verde”, así como el zanjón para la construcción de la Vía Expresa.

### Gobierno coalición Acción Popular-Democracia Cristiana
Durante el gobierno de la alianza del AP-DC, se tuvo varios problemas ya que el equipo no estaba suficientemente cohesionado, incluso, en un momento de la gestión, el presidente, intentó varias veces unirse al APRA y UNO, lo que ocurrió que gradualmente abandone el programa de reformas en proceso, que en un inicio se había acordado con la DC. Ya en 1968, antes de que se termine el gobierno del presidente, y rota la alianza con Acción Popular el año anterior, se da el golpe de Estado hacia Fernando Belaúnde por parte de Juan Velasco Alvarado, a quien después le siguió en el poder Morales Bermúdez.

#### Después de la dictadura militar
En 1978, durante el golpe de Morales Bermúdez, se dio la Asamblea Constituyente de 1978 , en la que la Democracia Cristiana obtuvo dos delegados, en contraste con el nuevo Partido Popular Cristiano, liderado por Luis Bedoya Reyes (el cual era militante de la DC y se retiró de este previamente, ya que se estaba desligando de sus ideales) que obtuvo 25 asientos, gracias a la ayuda de Fernando Belaúnde.
En las elecciones de 1985, la DC tuvo la oportunidad de apoyar a Alan García no sólo en su gobierno, sino también desde alguno de los puestos en la lista congresal. En 1990, ya perdiendo popularidad, apoyó a la candidatura a la presidencia de Alfonso Barrantes. Esta fue una de las últimas apariciones de la DC, ya que el PPC, derechizado, estaba cobrando más relevancia y participación en la política.

## Ideología
La DC se orienta por una concepción demócrata cristiana. Uno de los principales fundamentos es la defensa de la dignidad de la persona humana, la familia, la transparencia del Estado, la promoción de las sociedades intermedias y la realización de cada ciudadano según sus mejores potencialidades personales. En el plano económico plantea una Economía Social y Ecológica de Mercado. Lucha contra la corrupción, la pobreza y la inseguridad ciudadana; además, aboga por la construcción de una sociedad civil capaz de garantizar alimento, salud, vestido, vivienda, educación, culto y felicidad a todos.

## Elecciones

### Subnacionales[7]
| Fecha | Resultados a nivel distrital                                  | Resultados a nivel distrital       | Resultados a nivel provincial | Resultados a nivel provincial      |
| Fecha | Autoridades electas                                           | Circunscripciones (ganó/participó) | Autoridades electas           | Circunscripciones (ganó/participó) |
| ----- | ------------------------------------------------------------- | ---------------------------------- | ----------------------------- | ---------------------------------- |
| 1980  | 3 La Punta - Jorge Trisano - Hugo Angeldonis - Faustino Falvy | 0/1                                |                               |                                    |
| 1983  | 2 La Punta - Roger Giusti - Jorge Trisano                     | 0/10                               | 1 Pasco - Julio Baldeón       | 0/38                               |

### Parlamentarias[7]
| Fecha                         | Organización política     | Resultado (% de votos válidos) | Resultado (número de escaños) | Parlamentarios electos                       | Grupo parlamentario       |
| ----------------------------- | ------------------------- | ------------------------------ | ----------------------------- | -------------------------------------------- | ------------------------- |
| 1978 (Asamblea Constituyente) | Democracia Cristiana (DC) | 2.36                           | 2                             | Héctor Cornejo Chávez Carlos Moretti Ricardi | Democracia Cristiana (DC) |

### Presidenciales[7]
| Fecha | Organización política que presenta la candidatura | Candidatos                                                                             | Resultados (% de votos válidos) |
| ----- | ------------------------------------------------- | -------------------------------------------------------------------------------------- | ------------------------------- |
| 1962  | Democracia Cristiana (DC)                         | Presidente: Héctor Cornejo Chávez Vicepresidentes: Mario Alzamora Rafael Cubas Vinatea | 2,88%                           |

## Coyunturas
La DC (en el momento en el que sólo eran dos movimientos -los más importantes- en Arequipa y Lima) durante el gobierno de Odría tuvo alta participación en movimiento anti-dictatorial contra el presidente. Asimismo, durante el mismo gobierno, al querer tomar cartas en el asunto, el movimiento de Arequipa decide lanzar una coalición que se enfrentaba al Partido Restaurador de Odría, el día en el que la Coalición Nacional lanzaba un evento en Arequipa fueron reprimidos por el Estado que ocasionó gran sublevación por parte de sectores obreros y sindicatos en son de protesta de tal acto. Debido al alto grado de represión estatal, se dio la revolución de Arequipa de 1955 (hipervínculo), en el que la población arequipeña enardecida por las injusticias y la falta de democracia decidió realizar un paro con la participación principal del movimiento cristiano de Arequipa y el Frente Único de Trabajadores y Estudiantes. (Planas 1996:190)
Por otro lado, la Democracia Cristiana respaldó las reformas sociales del Gobierno Revolucionario de las Fuerzas Armadas, encabezado por el General Juan Velasco Alvarado.

## Resultados electorales

### Elecciones presidenciales
|  | 2.88 % |

|  | 39.05 % |

|  | 53.10 % |

|  | 4.80 % |

### Elecciones parlamentarias
|  | 35.67 % |

|  | 35.06 % |

|  | 51.28 % |

|  | 50.03 % |

|  | 5.46 % |

|  | 5.24 % |

### Elecciones regionales y municipales
| Año  | Gobiernos Regionales | Alcaldías Provinciales | Alcaldías Distritales |
| Año  | Representantes       | Representantes         | Representantes        |
| ---- | -------------------- | ---------------------- | --------------------- |
| 1963 |                      | 75/196                 | 654/1874              |
| 1966 | 77/196               | 701/1874               |                       |
| 1980 | 0/196                | 0/1874                 |                       |
| 1983 | 0/196                | 0/1874                 |                       |

## Partido en la actualidad
La última participación de la DC fue en las elecciones distritales y provinciales del 1983; en el que a nivel distrital hubo 2 autoridades electas en el distrito de La Punta y a nivel provincial se eligió a una autoridad en la provincia de Pasco. En el registro de la página web de Infogob, su estado aparece como “anterior a la creación del ROP”. El ROP (Registro de Organizaciones Políticas) fue creado en 2003 que implica nuevos requisitos y procedimientos para que un partido político sea incluido dentro del Registro de Organizaciones Políticas y así poder participar en los procesos electorales. Desde 2012, con una nueva identidad, el nuevo PDC intentó reagruparse para tentar la inscripción legal, pero el esfuerzo no prosperó. En lo último, un sector de la histórica DC viene realizando escuelas de formación, a través del Instituto Social Cristiano de Estudios, Formación y Gobierno ‘Héctor Cornejo Chávez’, de tal manera que se logre ofrecer una opción con ética y valores para la actualidad.